# Kabupaten de Manggarai oriental
Le kabupaten de Manggarai oriental, en indonésien Kabupaten Manggarai Timur, est un kabupaten de la province des petites îles de la Sonde orientales en Indonésie.

## Géographie
Il est composé d'une partie de l'île de Florès.

## Divisions administratives
Il est divisé en six kecamatans :
- Poco Ranaka
- Borong
- Kota Komba
- Lamba Leda
- Elar
- Sambi Rampas